# Riverdale (Nebraska)
Riverdale – wieś w Stanach Zjednoczonych, w stanie Nebraska, w hrabstwie Buffalo.